# Ehrstädt
Ehrstädt is een plaats in de Duitse gemeente Sinsheim, deelstaat Baden-Württemberg, en telt, volgens de website van de gemeente Sinsheim, 578 inwoners (31 december 2021). Het ligt enigszins afgelegen op 7 km ten oosten van de stad Sinsheim.

## Geschiedenis, economie
Zie ook de pagina op de gemeentelijke website van Sinsheim (in het kader vermeld), en onder: Kraichgau.
In de vroege IJzertijd hebben mensen in de omgeving van Ehrstädt grafheuvels opgericht, die reeds in het begin van de 19e eeuw door de lokale archeoloog Karl Wilhelmi  zijn onderzocht.
Het dorp bestaat vrijwel zeker al sinds de 8e eeuw. In de Codex Laureshamensis heeft een vermelding uit december 774 van een herstater marca waarschijnlijk betrekking op Ehrstädt. Op de locatie van een zeker al sinds de 14e eeuw bestaand oud kasteel lieten edelen uit het geslacht Von Degenfeld (die rond 1521 ook de Reformatie doorvoerden) in 1597 het Schloss Neuhaus bouwen.
De geschiedenis van Ehrstädt vertoont tot 1803 een verwarrend en weinig positief beeld. Het plaatsje heeft zelfs geruime tijd elk voor de helft in twee landen gelegen (Paltsgraafschap aan de Rijn en Graafschap Württemberg). De plaatselijke heren schijnen de gewone bevolking tot ver in de 18e eeuw sterk onderdrukt te hebben, wat tot armoede en af en toe rebellie leidde. Het leed veel onder dezelfde oorlogen, die ook de stad Sinsheim teisterden. In de 19e eeuw had het dorp tijdelijk een relatief grote joodse gemeenschap. In de 19e en 20e eeuw bleef Ehrstädt afzijdig van industrialisatie en belangrijke infrastructuur. Tekenend voor de ontwikkeling van Ehrstädt is, dat het in 1845, na enige goede jaren, 678 inwoners telde, meer dan ooit daarna. Tot op de huidige dag is het een weinig belangrijk boeren- en forensendorpje.

## Markante gebouwen
In en om Ehrstädt staan verscheidene markante gebouwen:

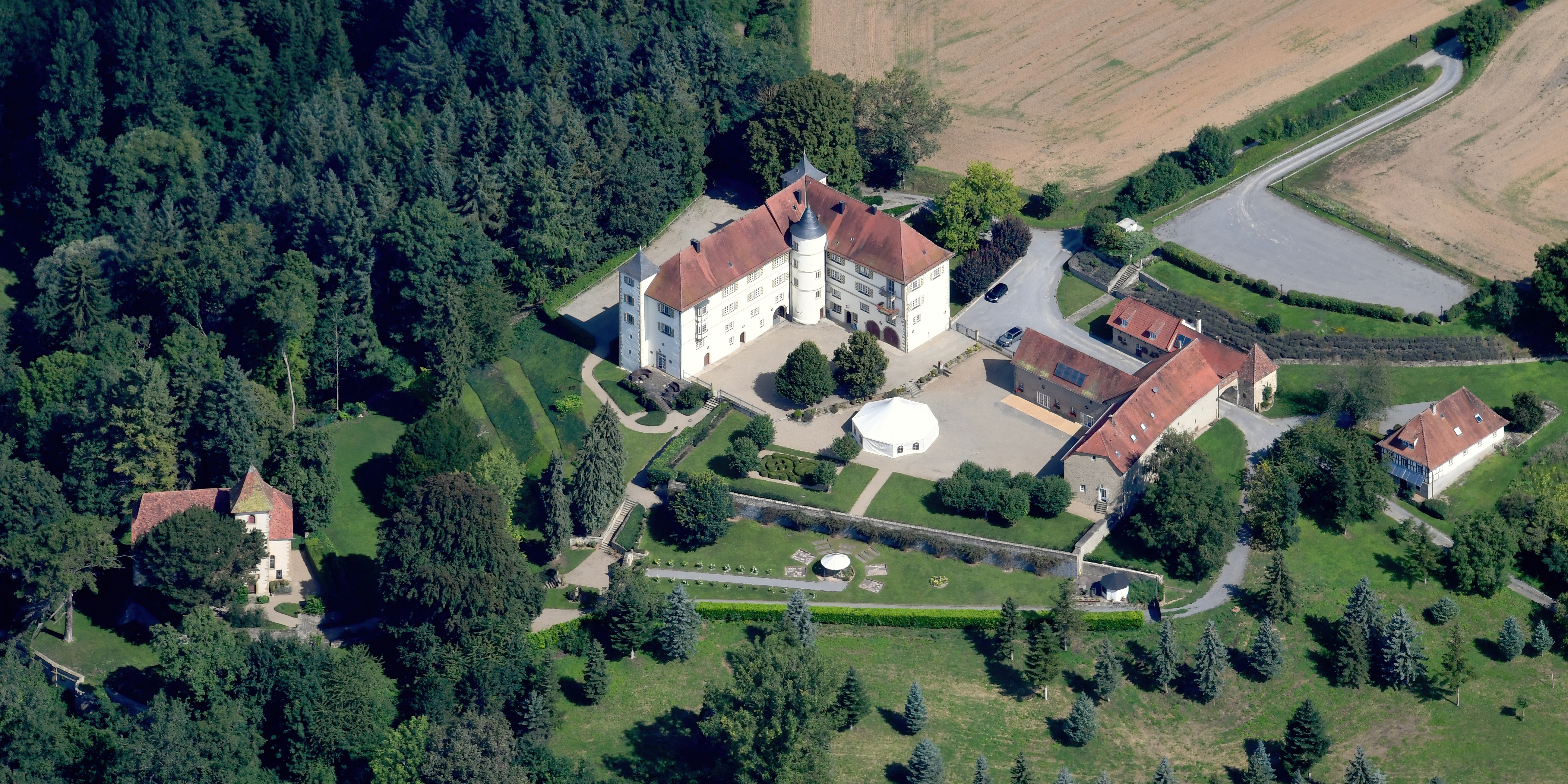
Kasteel Neuhaus (1)
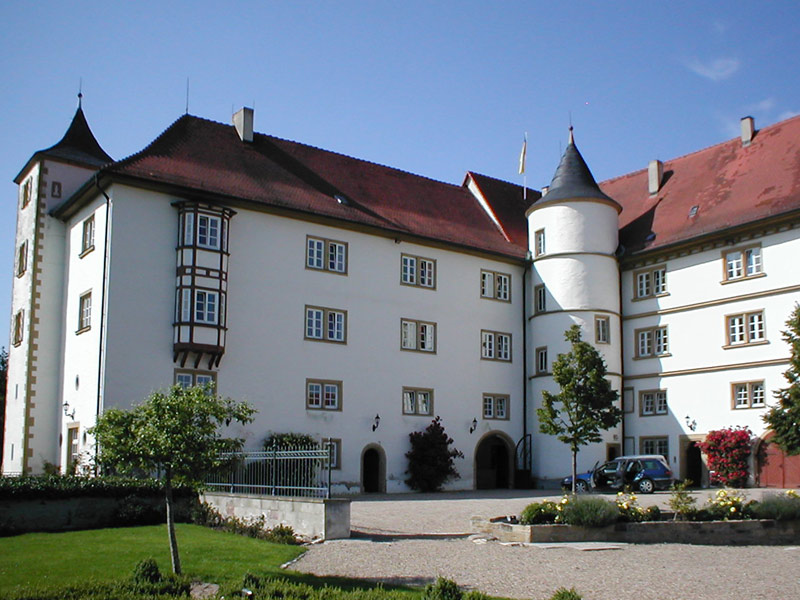
Kasteel Neuhaus (2)
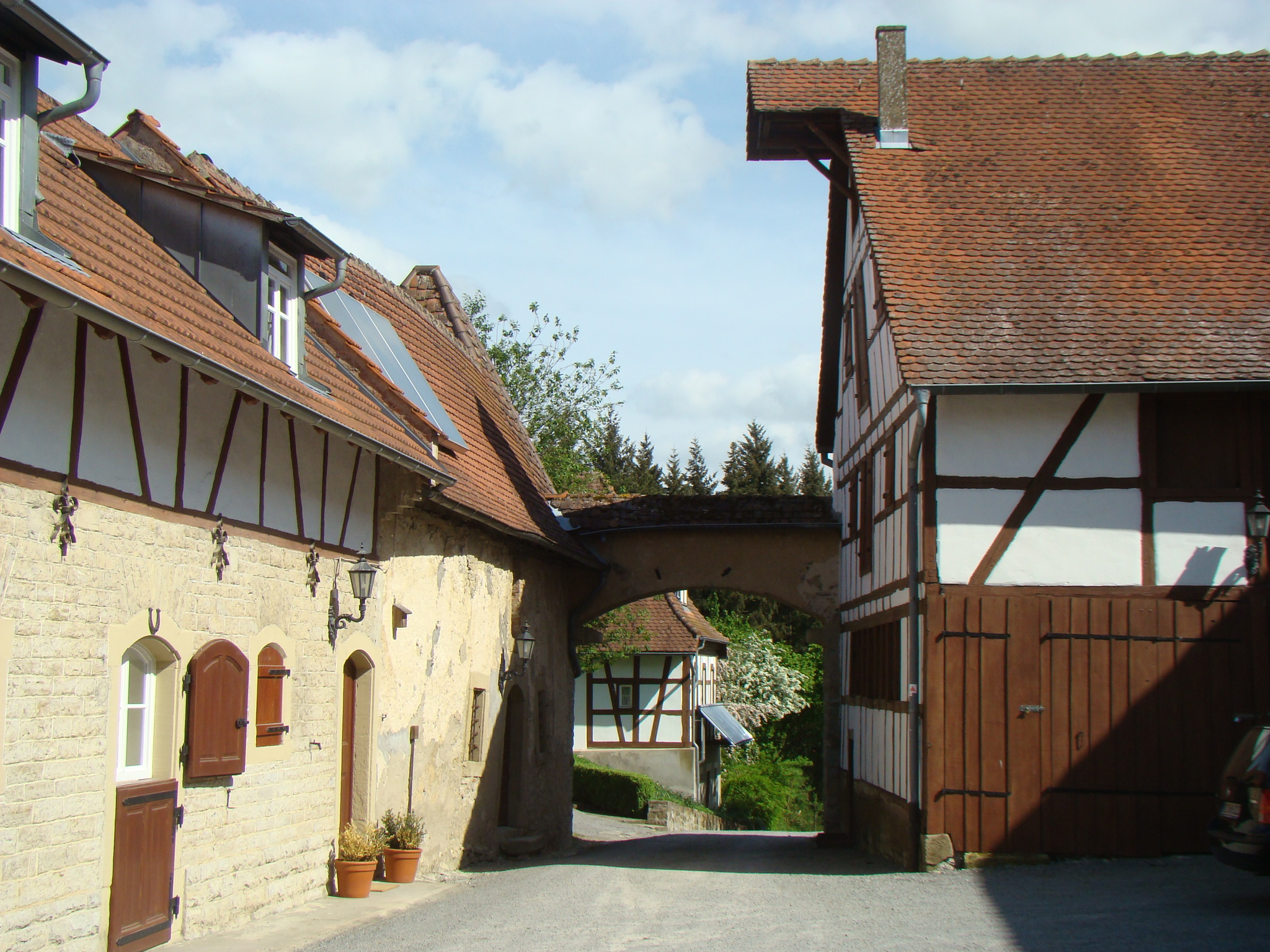
Boerderijgebouw van dit kasteel
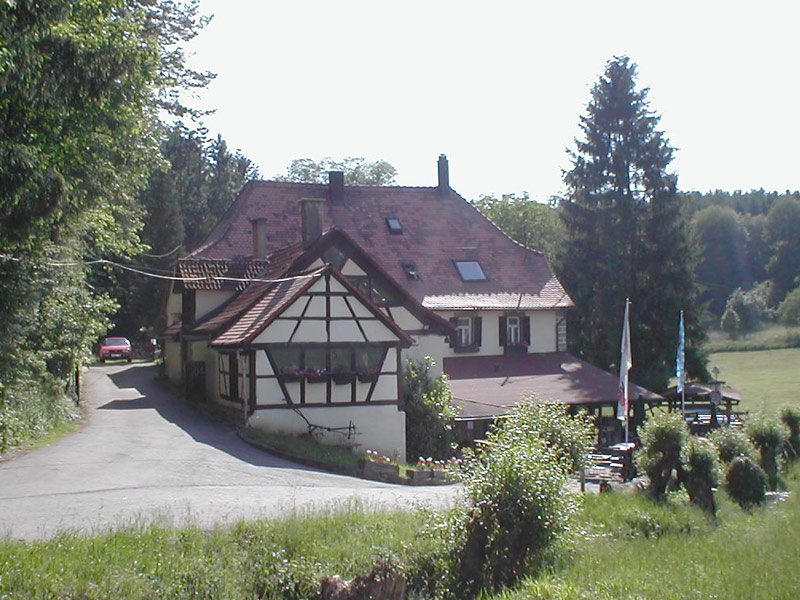
Restaurant Alte Mühle
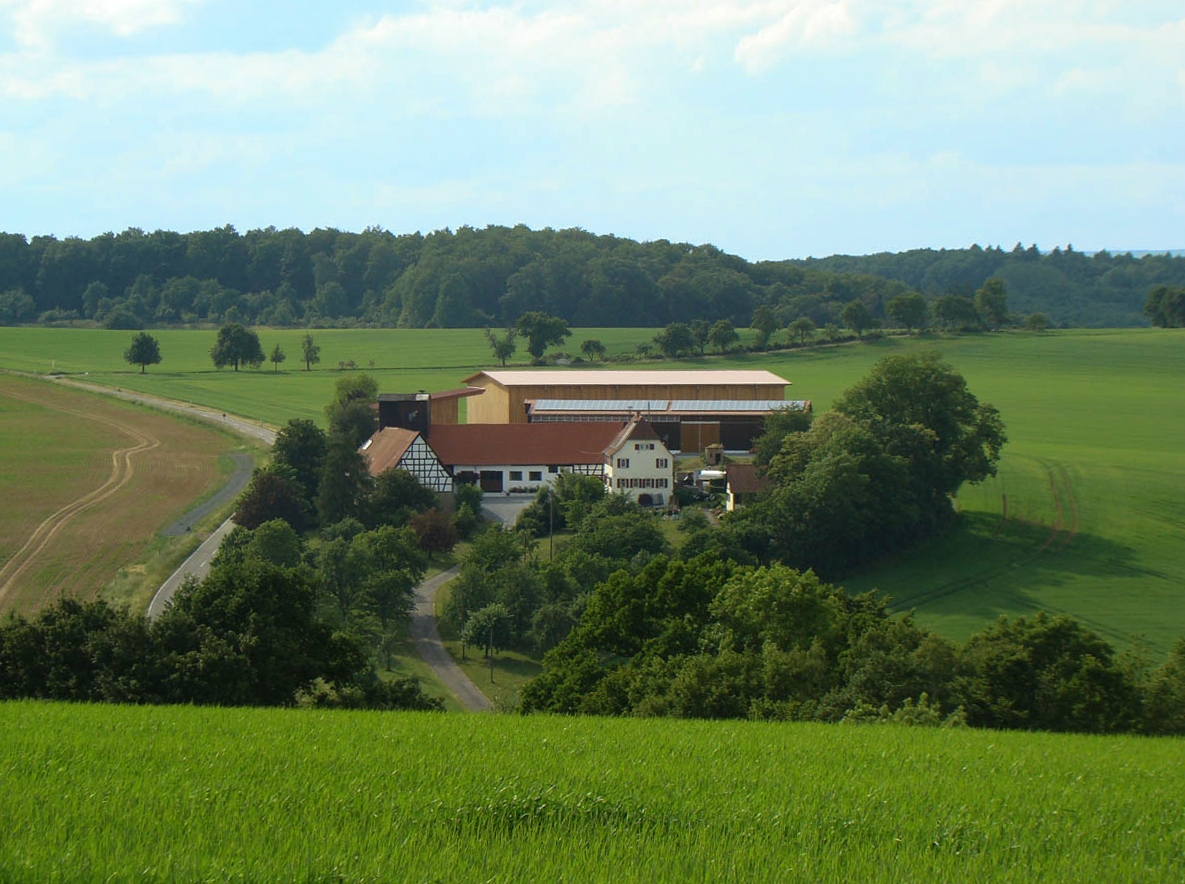
De herenboerderij Eulenhof (gedeeltelijk daterend uit 1793)
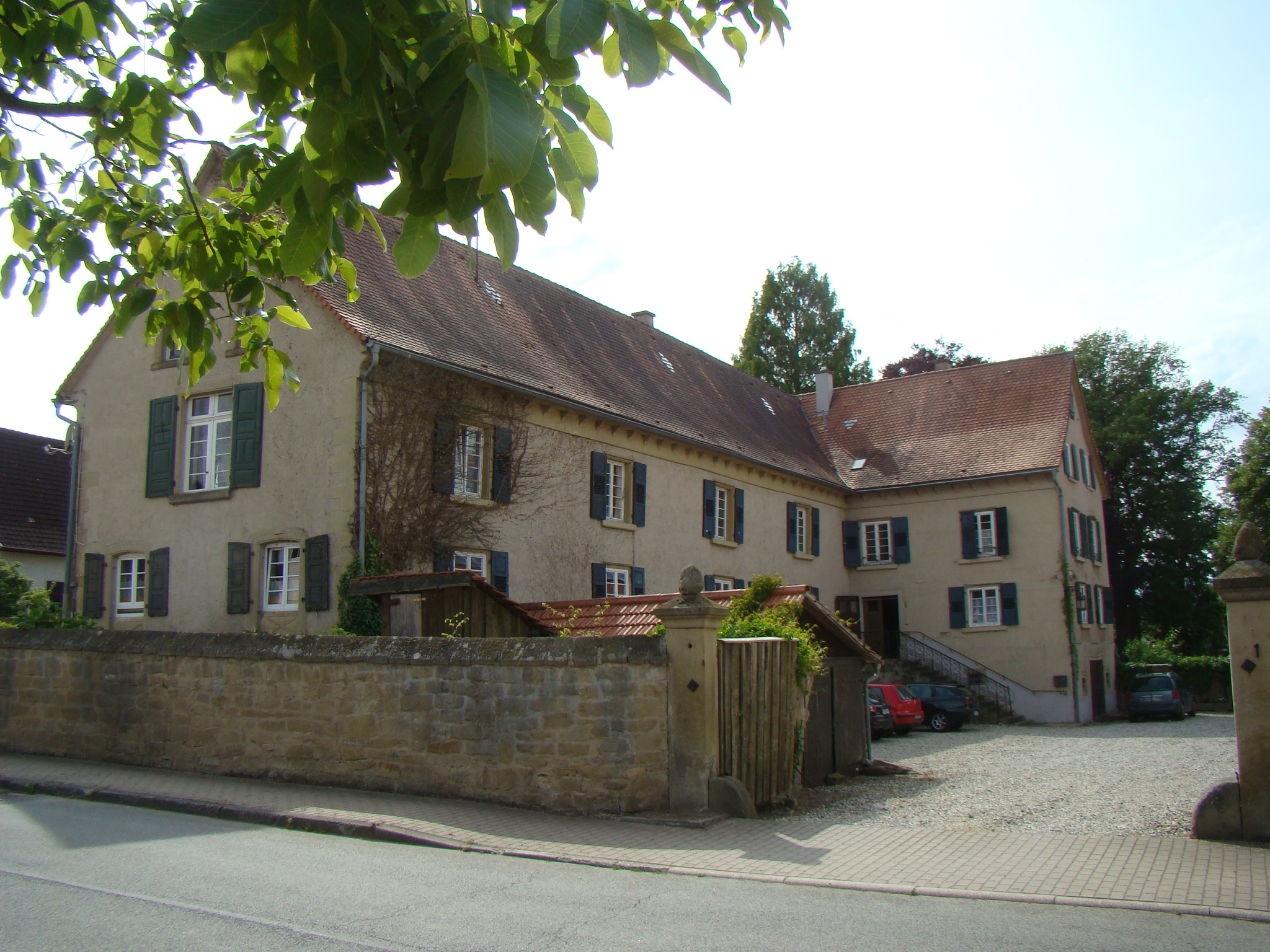
Schloss Ehrstädt (1769)
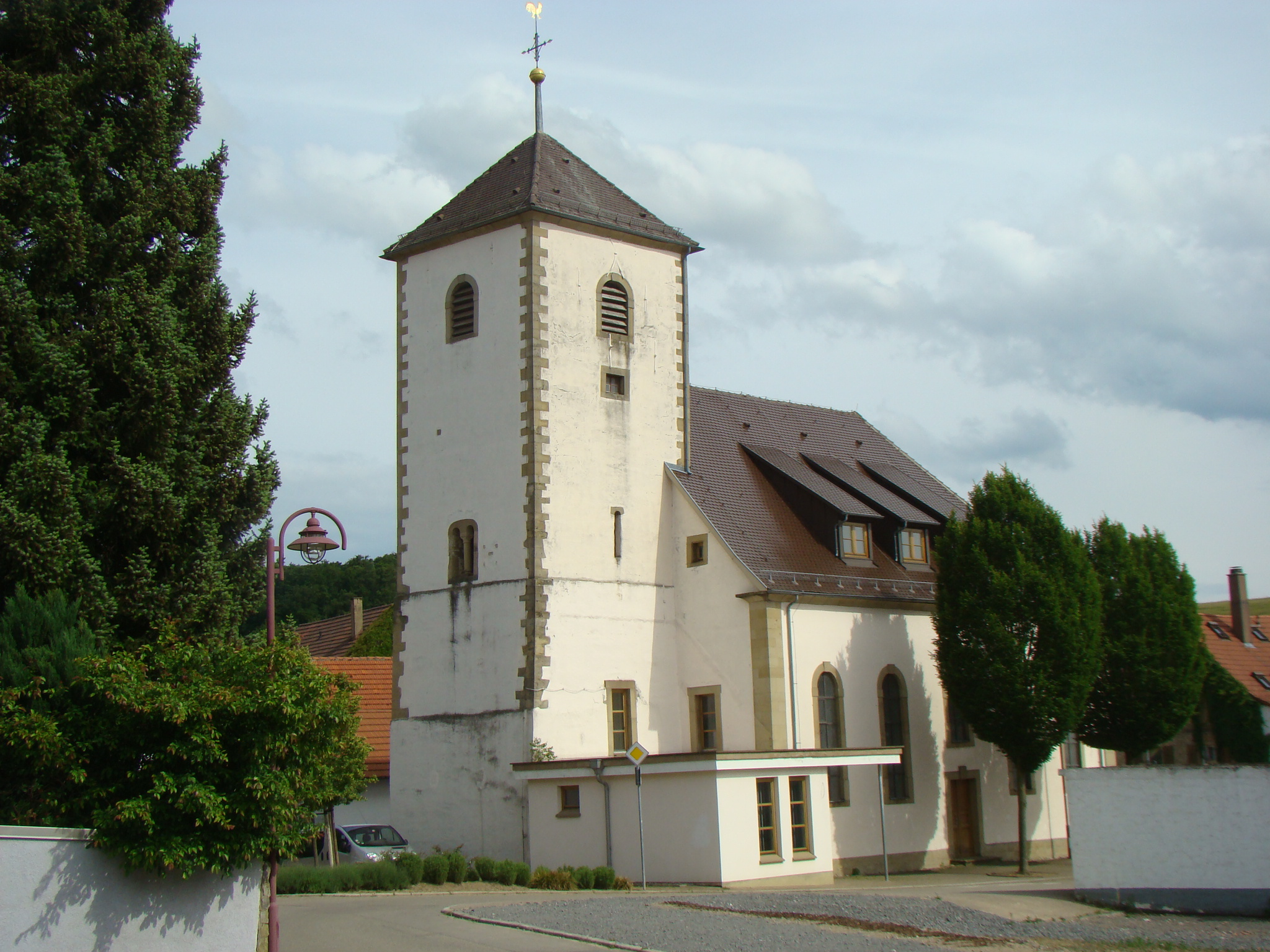
Evang.-lutherse kerk te Ehrstädt
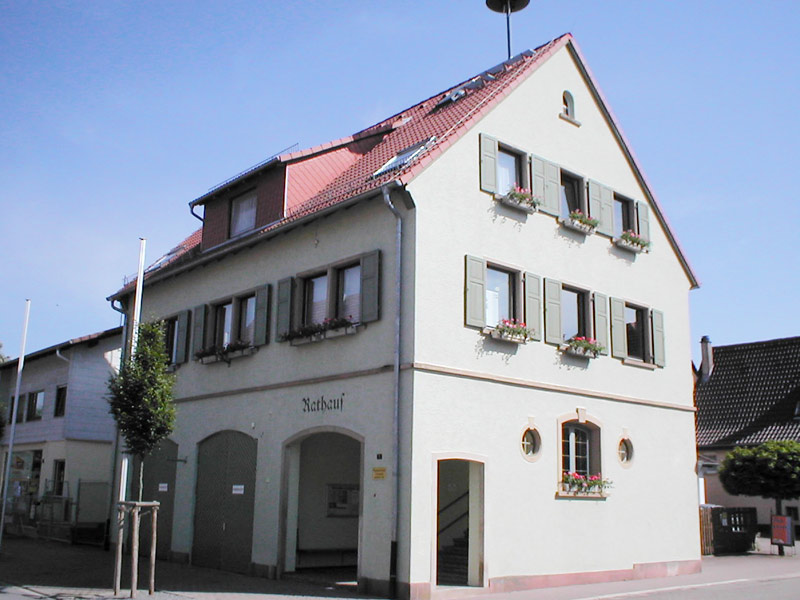
Voormalig gemeentehuis (1952)
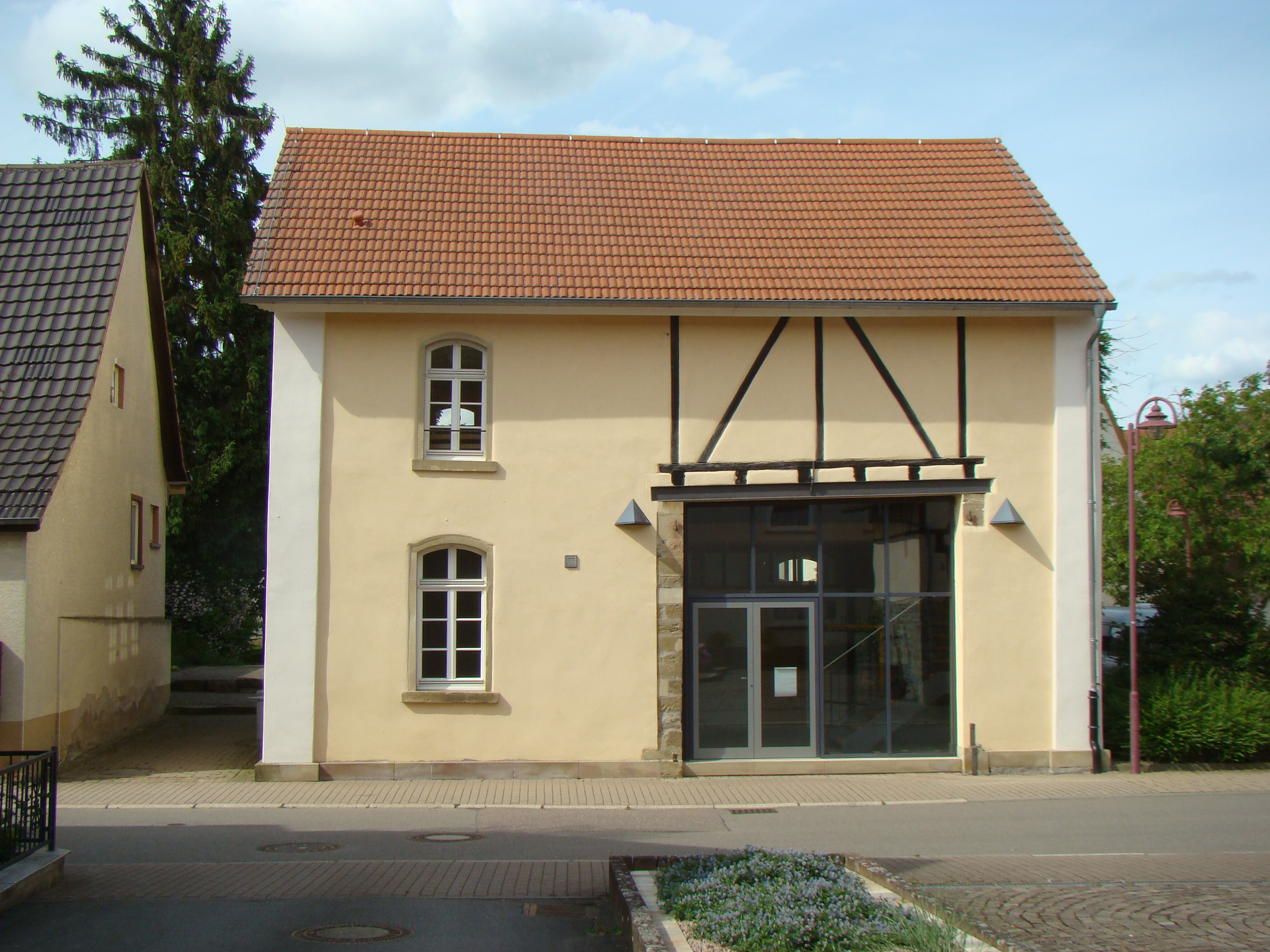
Dorpshuis (van 1836-1912 synagoge, daarna veestal, in 2005 in de huidige vorm gerestaureerd)

Ten zuidwesten van Ehrstädt staat het grote kasteel Schloss Neuhaus. Het werd in zijn huidige vorm gebouwd in 1597. Het kasteel is al eeuwenlang in bezit van de uit de streek afkomstige  adellijke familie van de baronnen Von Gemmingen. De familie exploiteert een gedeelte van Schloss Neuhaus als hotel, party- en congrescentrum. In de bij het kasteel behorende slotkapel (bouwjaar 1602) kan men in het huwelijk treden.
Dicht bij het kasteel staat een monumentale, in zijn huidige vorm uit 1762 daterende, watermolen, die sedert 1950 als restaurant in gebruik is.
Adersbach · Dühren · Ehrstädt · Eschelbach · Hasselbach · Hilsbach · Hoffenheim · Sinsheim · Reihen · Rohrbach · Steinsfurt · Waldangelloch · Weiler